# Poglavnik

Insígnia do Poglavnik.

Poglavnik foi o título usado por Ante Pavelić, líder do movimento nazista croata Ustaše e do Estado Independente da Croácia entre 1941 e 1945 durante a Segunda Guerra Mundial.

## Etimologia e uso
De acordo com o Dicionário da Língua Croata compilado por Vladimir Anić e o Dicionário Enciclopédico Croata a palavra provém da forma adjetiva "poglavit", que pode ser livremente traduzido como "o primeiro e acima de tudo" ou "respeitável, nobre, honroso". O adjetivo é por sua vez, um composto do prefixo croata "po" e da palavra proto-eslava "Glava" (chefe).
Como foi usado pelo regime fascista, o título - que originalmente significava "líder" ou "chefe", mas raramente era usado antes dos anos 1930 - atualmente nunca é usado em seu sentido original, já que se tornou sinônimo do regime de Ante Pavelić e assumiu conotações negativas após a Segunda Guerra Mundial.
Outros termos de origem etimológica intimamente relacionados, utilizados no moderno croata são poglavica (traduzido como "chefe", usado para identificar os líderes tribais) e poglavar (traduzido como "chefe de estado", usado para todos os monarcas e chefes de Estado eleitos).

## Função política e contexto
Ante Pavelić começou a utilizar o título de "Poglavnik", quando foi proscrito como o título oficial para o líder supremo do movimento Ustaše na carta de fundação da organização em 1929, enquanto estava no exílio na Itália. A organização (cujo nome no momento significava simplesmente "rebeldes" em croata, mas que também perdeu seu significado original no uso moderno), foi estruturada como um movimento que buscou criar um Estado-nação croata independente por meio da luta armada na época em que a Croácia era parte do Reino da Iugoslávia.
Depois da invasão da Iugoslávia em 1941 e à criação do Estado fantoche chamado Estado Independente da Croácia (vulgarmente designado por seu acrónimo de língua croata: NDH), o título continuou a ser usado por Pavelić, e seu significado evoluiu para "líder supremo". O título pode ser comparado aos títulos semelhantes de lideranças etno-políticas como Führer (que era no mesmo período usado por Adolf Hitler e que foi em si modelado após o título de Benito Mussolini, Duce), e em consequência, "Poglavnik" às vezes é traduzido como "Führer" em fontes de língua inglesa.
No entanto, o papel do título e sua função nunca foram oficialmente estipulados na Constituição ou em qualquer parte da legislação aprovada durante a existência do NDH. De maio de 1941 a outubro de 1943, o NDH foi formalmente um território sob a coroa italiana e seu chefe de Estado formal foi o príncipe italiano Aimone igualmente Ante Pavelić (e por extensão o título de "Poglavnik") era de facto primeiro-ministro do país.
Após saída da Itália da Segunda Guerra Mundial em setembro de 1943, Pavelić assumiu o papel equivalente ao de chefe de Estado, enquanto Nikola Mandić foi nomeado oficialmente primeiro-ministro do NDH. Assim, de setembro de 1943 até a dissolução do Estado em 8 de maio de 1945, o título pode ser interpretado como Chefe de Estado.
Independentemente do papel oficial do título, Pavelić teve a autoridade ilimitada para aprovar decretos e nomear os ministros do governo durante toda a existência do NDH. Como o Estado deixou de existir em 1945, o título nunca foi reclamado por nenhum sucessor em qualquer competência oficial ou informal. Continuou a ser usado como uma alcunha para Pavelić durante o seu exílio no pós-guerra até sua morte em Madri em 1959, e se tornou sinônimo de sua pessoa desde então.

## Ver Também
- Duce
- Führer
- Conducător
- Caudillo